# August Croissant

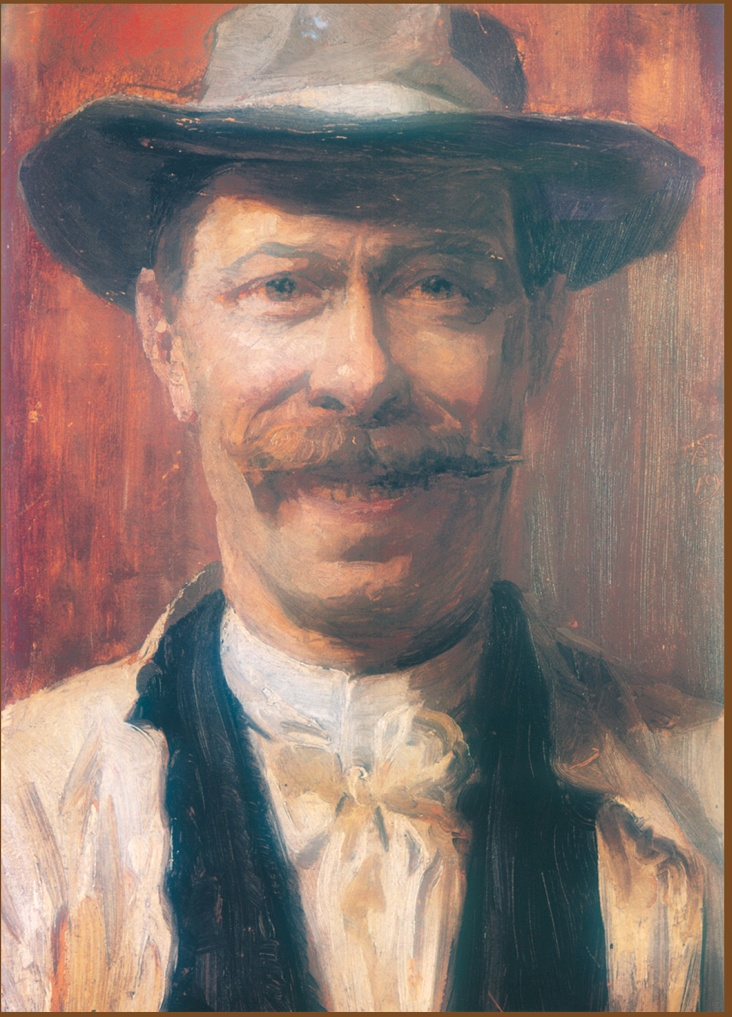
August Croissant, Selbstbildnis

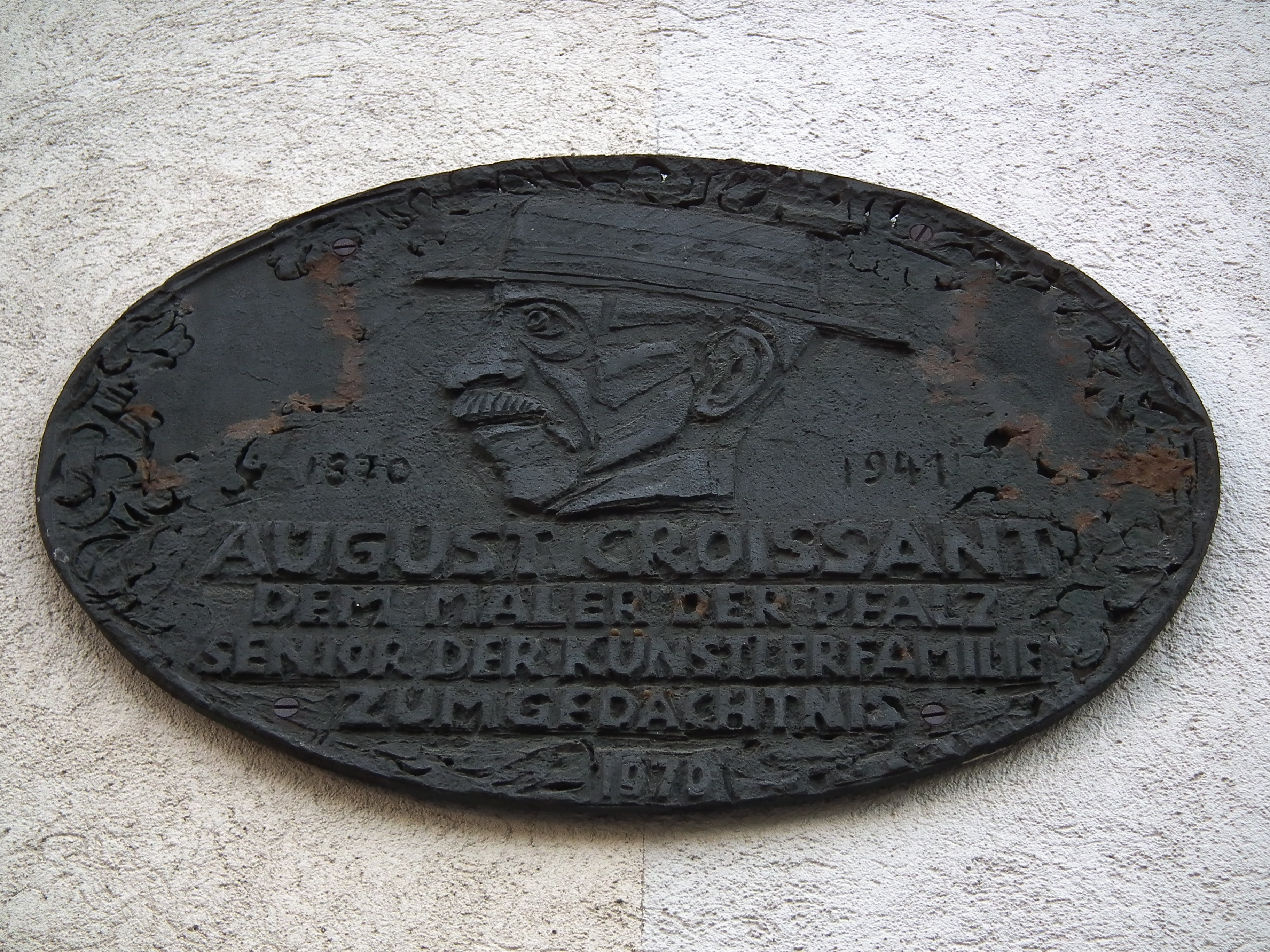
Gedenktafel in Landau, zum 100. Geburtstag

August Croissant (* 6. Februar 1870 in Edenkoben; † 14. Januar 1941 in Landau in der Pfalz) war ein deutscher Maler und Zeichner.

## Leben und Werk

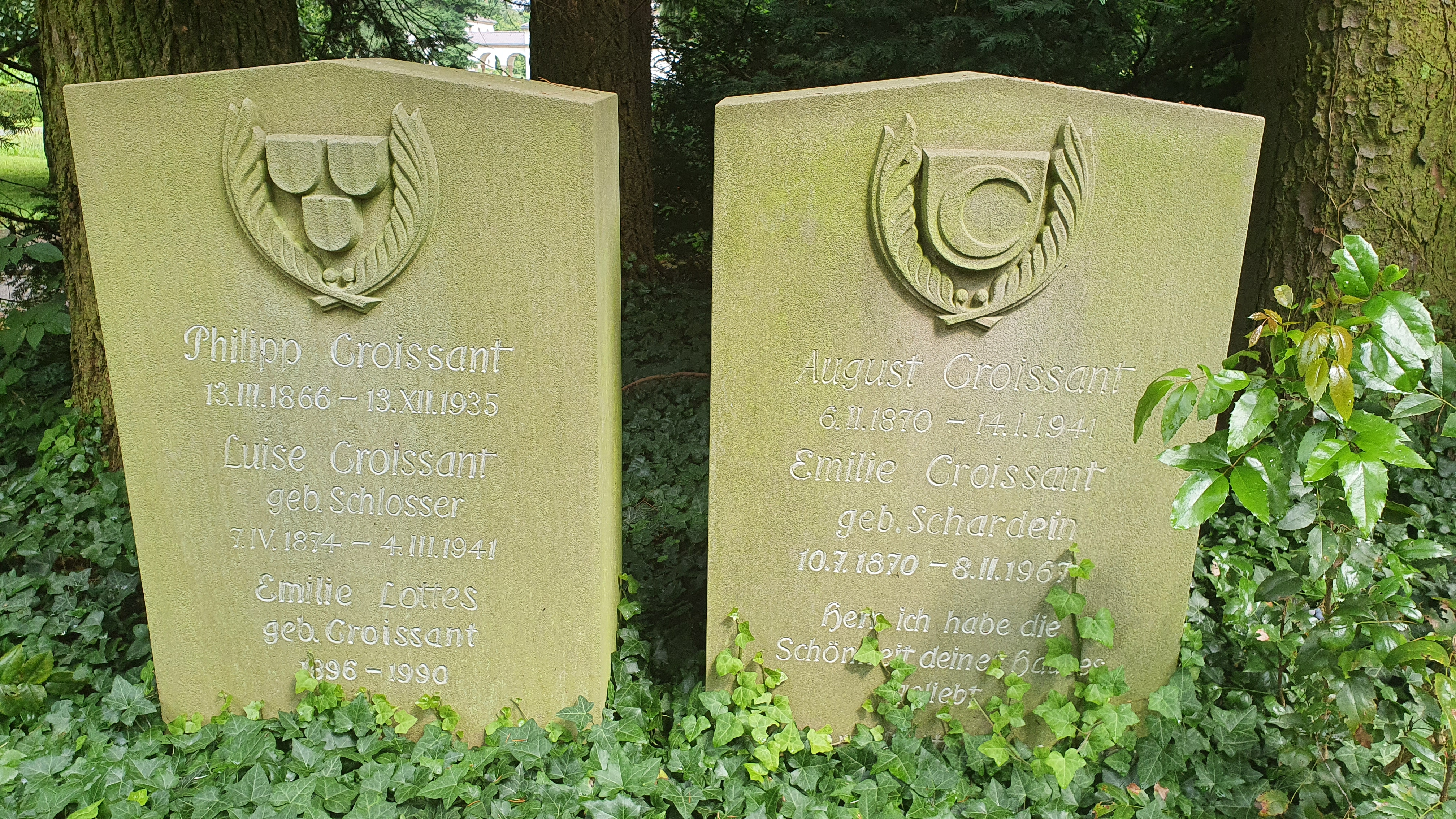
Familiengrab Croissant in Landau, Hauptfriedhof

Er wurde als Sohn des Tünchers Zacharias Croissant (1833–1901) sowie dessen zweiter Frau Anna Philippine geb. Michel (1838–1876) im pfälzischen Edenkoben geboren und erlernte den väterlichen Beruf. Schon früh entwickelte sich eine Leidenschaft zur Kunstmalerei. August Croissant besuchte zunächst die Kunstgewerbeschule in Kaiserslautern, dann in Nürnberg. Schließlich ging er nach München, wo er seinen Lebensunterhalt mit Dekorationsmalerei bestritt, sich aber auch weiterhin fachlich ausbilden ließ. Croissant schloss mit den Malern Franz von Stuck (1863–1928) und Franz von Lenbach (1836–1904) Bekanntschaft, die ihn beide künstlerisch beeinflussten.
Zunächst der Jugendstilkunst verhaftet, fand August Croissant immer größeren Gefallen an Landschaften, Stadtansichten und Dorfszenen, besonders denen seiner unmittelbaren pfälzischen Heimat und seines bayerischen Heimatlandes allgemein. Er wurde durch zahlreiche Gemälde, Aquarelle und Zeichnungen ein bekannter Pfälzer Heimatmaler. Öfter beauftragten ihn Vereine, Firmen und Verlage mit Illustrationen, ebenso hat man seine Motive teilweise auf Postkarten verlegt. Er fertigte um 1909 auch die ersten Entwürfe der Pfalzfahne.
August Croissant heiratete Emilie Schardein (1873–1967). Er lebte mit seiner Familie in Landau (Pfalz). Dort ist die August-Croissant-Straße nach ihm benannt. Sein Sohn Eugen Croissant (1898–1976) erlangte ebenfalls Bekanntheit als Kunstmaler.
Ein Teil von August Croissants schriftlichem Nachlass befindet sich im Deutschen Kunstarchiv im Germanischen Nationalmuseum in Nürnberg.

## Zitat
„Das Malen in der Pfalz ist keine Arbeit, sondern eine Lust!“

## Galerie

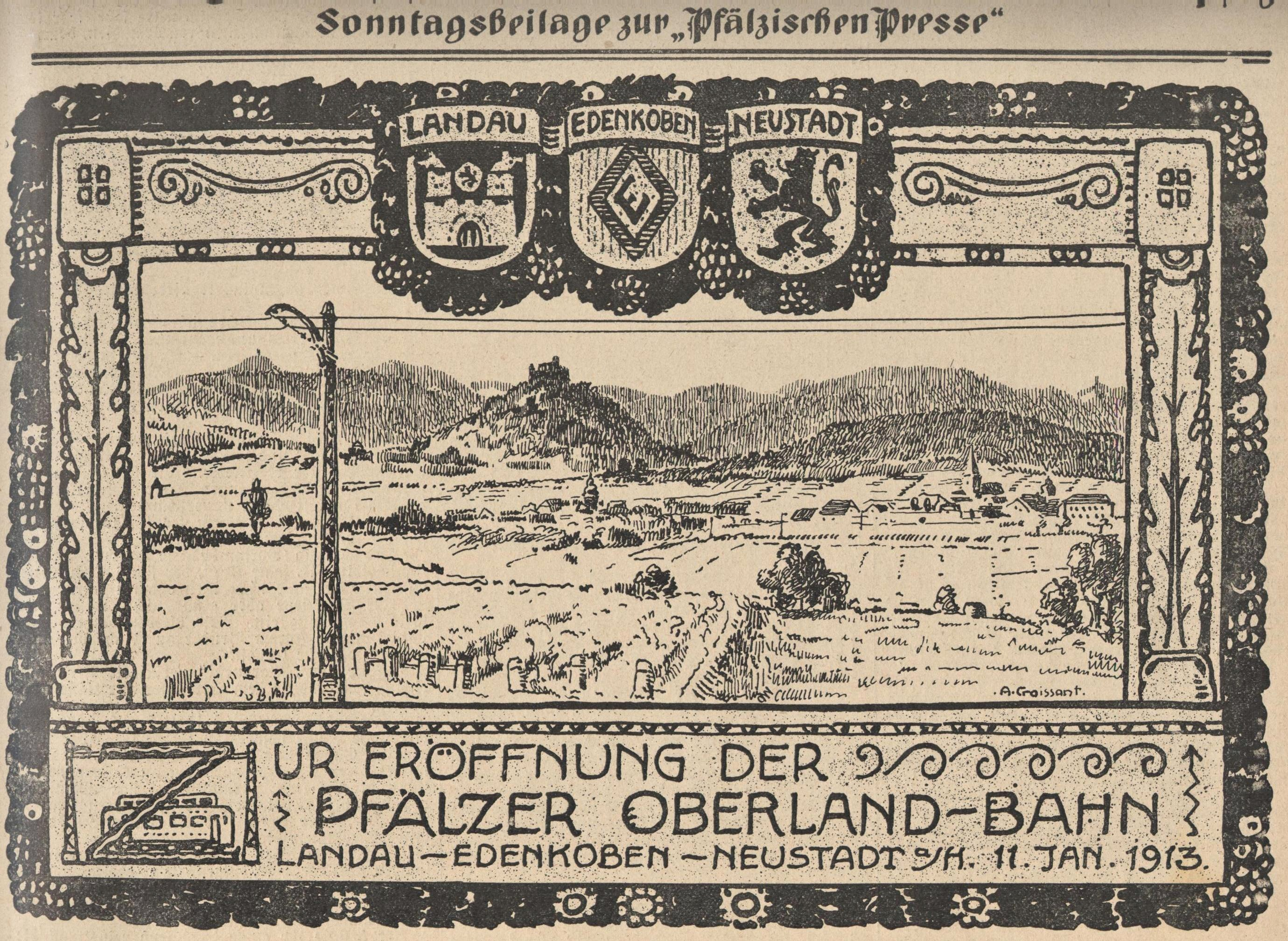
Reklamezeichnung zur Eröffnung der Pfälzer Oberlandbahn, 1913
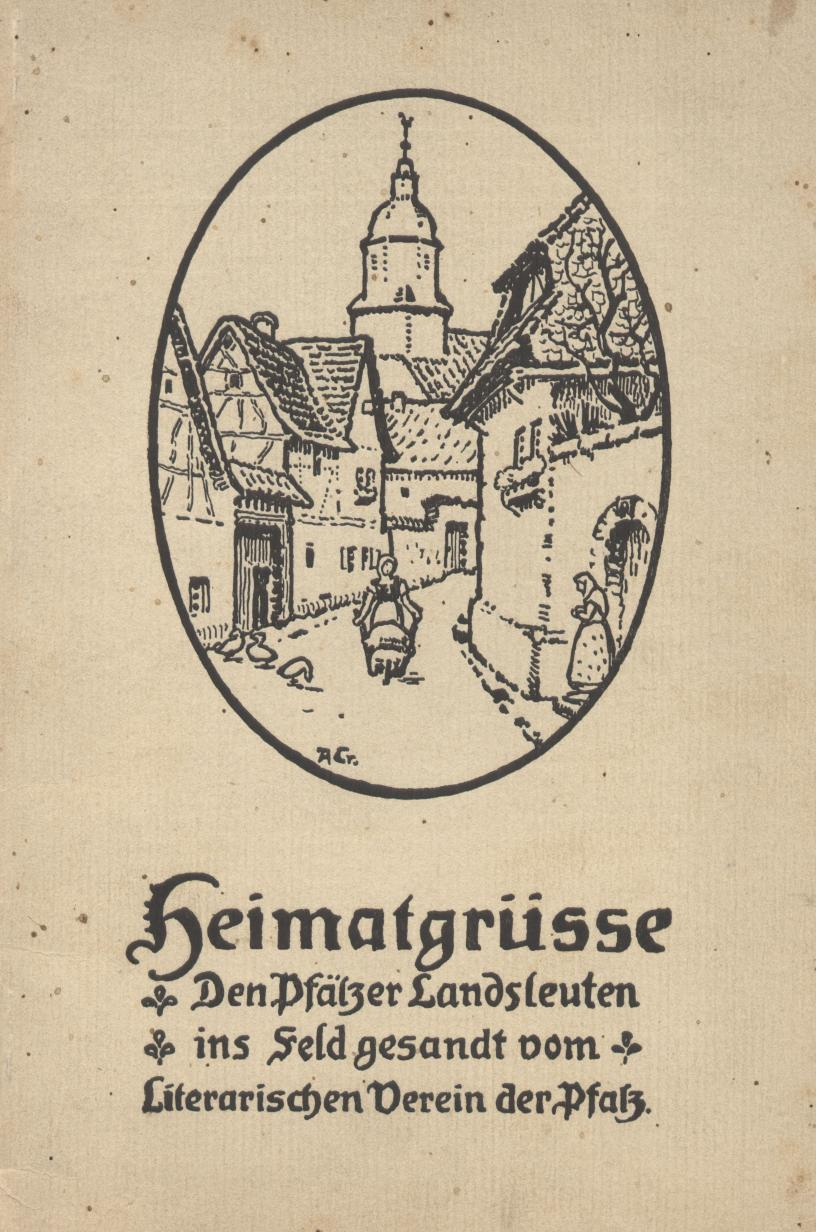
Buchtitelseite von August Croissant, 1916
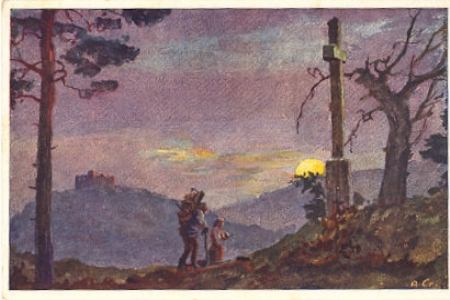
Nächtliche Beter am Kreuz beim Hambacher Schloss, Postkarte um 1915
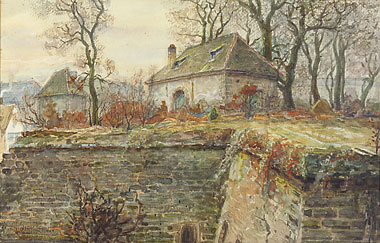
Letzter Wallrest der Festung Landau
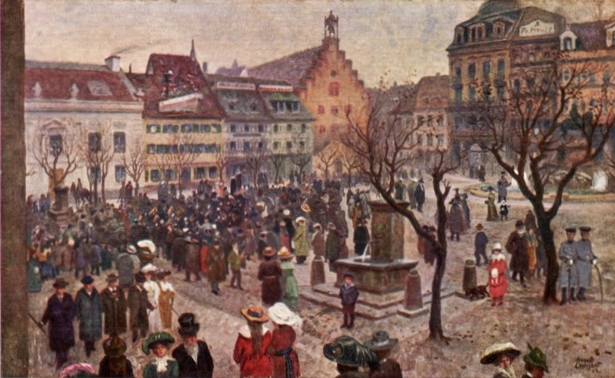
Postkarte, Marktplatz in Landau (Pfalz)
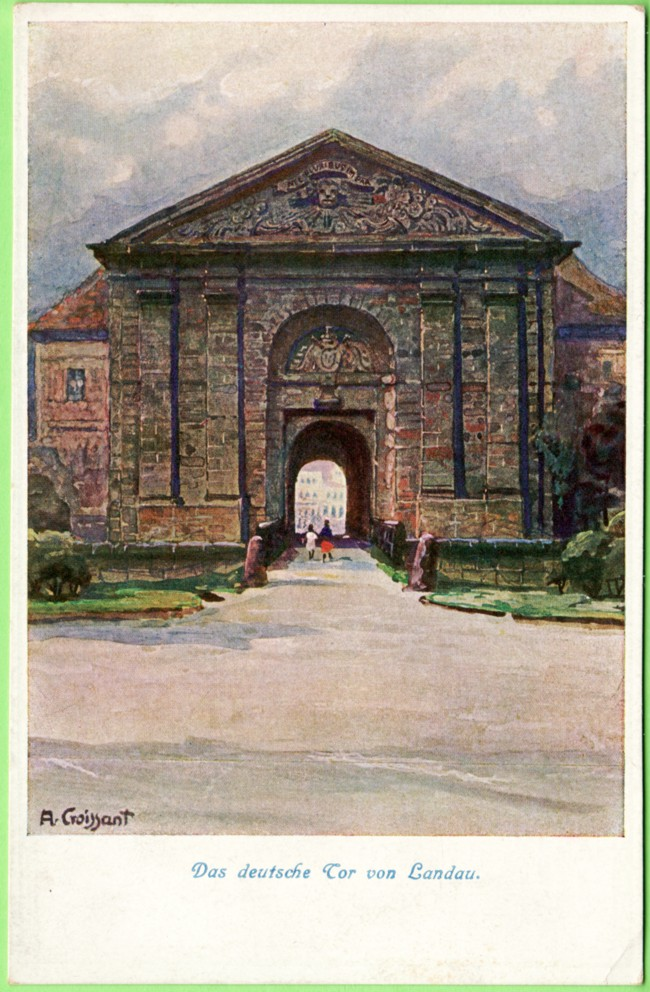
Postkarte, „Deutsches Tor“ in Landau (Pfalz)
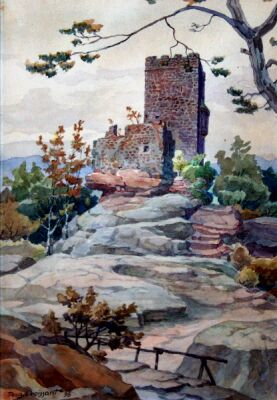
Burg Trifels, 1938
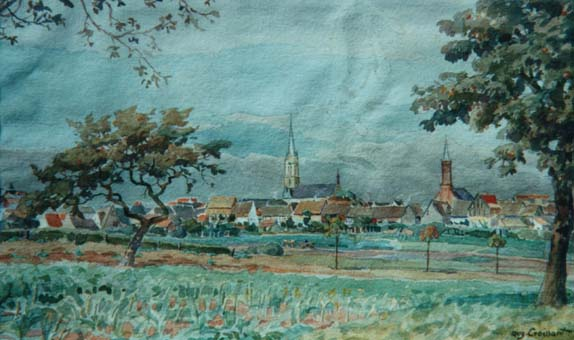
Aquarell, Ansicht von Edenkoben
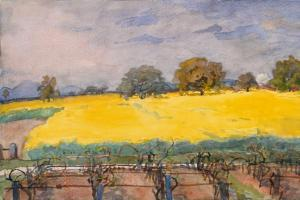
Pfälzer Feldlandschaft
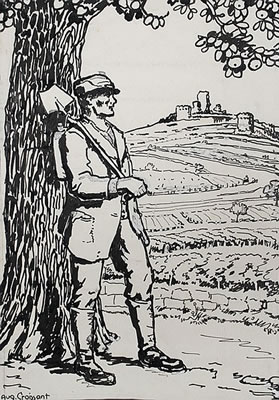
Feldarbeiter vor Pfälzer Landschaft, Zeichnung
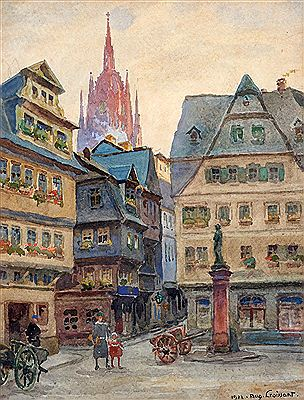
Straßenszene in Frankfurt am Main
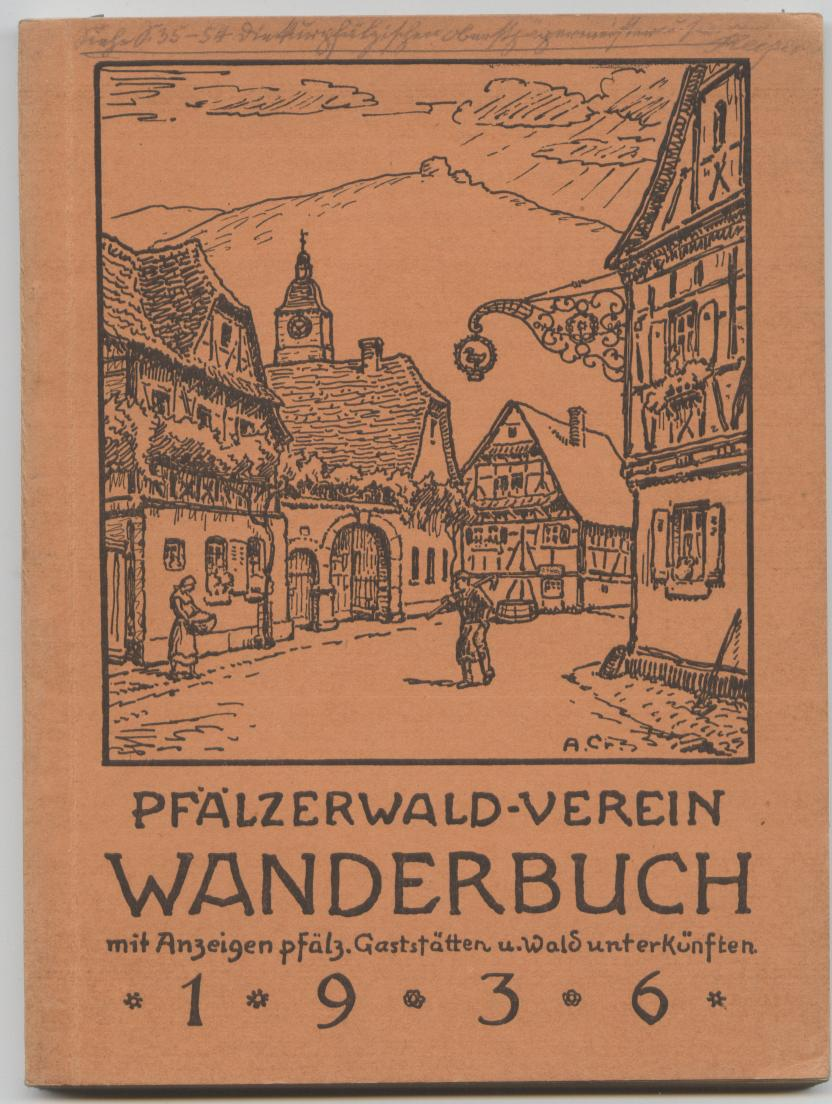
Buchtitelseite von August Croissant, 1936, für den Pfälzerwald-Verein

| Personendaten    | Personendaten                |
| ---------------- | ---------------------------- |
| NAME             | Croissant, August            |
| KURZBESCHREIBUNG | deutscher Maler und Zeichner |
| GEBURTSDATUM     | 6. Februar 1870              |
| GEBURTSORT       | Edenkoben                    |
| STERBEDATUM      | 14. Januar 1941              |
| STERBEORT        | Landau in der Pfalz          |